# Suddivisioni del Sudafrica
Secondo la Costituzione in vigore in Sudafrica, il primo livello della suddivisione amministrativa è costituito dalle province (Provinces), attualmente in numero di 9.

Le province sono ulteriormente suddivise secondo una articolata gerarchia di municipalità (Municipalities). Le municipalità di più alto livello (quelle che sono immediatamente al di sotto delle province nella gerarchia) sono dette distretti (Districts), e possono contenere una o più municipalità.

I distretti che contengono un'unica municipalità (e per i quali i due livelli di distretto e municipalità coincidono) vengono detti municipalità metropolitane (Metropolitan Municipalities, MM) o municipalità di classe A; quelli che contengono più di una municipalità, che corrispondono in genere alle aree rurali del paese, sono dette municipalità distrettuali (District Municipalities, MD) o municipalità di classe C.

Le municipalità contenute all'interno degli MD sono detti municipalità di classe B o municipalità locali (Local Municipalities).
Quanto sopra descritto può essere riassunto nel seguente schema:
- Province
  - Distretti (MM e MD)
    - Municipalità locali
      - Città e paesi